# 芒努斯·绍斯楚普
芒努斯·绍斯楚普（丹麥語：Magnus Saugstrup，1996年7月12日—），丹麦男子手球运动员。他曾代表丹麦国家队参加2020年夏季奥林匹克运动会男子手球比赛，获得一枚银牌。